# Osterhusen

Denkmal für den Osterhusischen Akkord.

Osterhusen ist seit der Gemeindegebietsreform 1972 ein Ortsteil der Gemeinde Hinte in Ostfriesland. Osterhusen hat etwa 500 Einwohner (Stand: 2004). Das Dorf liegt in etwa auf Meereshöhe in einem Gebiet mit überwiegend Knick-, aber auch Kleimarsch. Die Streusiedlung befindet sich etwa einen Kilometer östlich von Hinte.

## Geschichte
Osterhusen wird im 10. Jahrhundert erstmals als in Ostahusun oder in Hosterhusen genannt. Spätere Bezeichnungen waren Aucherhusum (1347), in Astirhusum (1370) sowie Osterhuzen (1409). Die heutige Schreibweise ist seit 1479 geläufig. Der Name bezieht sich auf die östlich von Hinte gelegenen Häuser.
Seine größte Bedeutung erlangte Osterhusen im 14. und 15. Jahrhundert als Stammsitz der Familie Allena, deren bekanntester Häuptling Folkmar Allena war. Zu dieser Zeit hatte Osterhusen zwei Burgen. Osterhusen war Sielort und durch einen Nebenfluss der Ems, die Ehe, mit Emden verbunden. 
Auf der Westerburg wurde nach Eggerik Beningas Chronik die legendäre Quade (= böse) Foelke geboren, die Gemahlin von Ocko I. tom Brok. Ein "Eyldo Harana in Osterhusen" erscheint schon 1347 unter den Consuln und Richtern des Emsgaues. 1370 wird "Allo in Asterhusum" urkundlich erwähnt, der Vater des Folkmar Allena. Folkmar führte einen lang andauernden Krieg gegen die tom Brok, in denen die Burg 1401, 1406 und 1408 durch Keno tom Brok erobert wurde. Der zwischenzeitlich nach Groningen geflohene Folkmar eroberte seine Burg zwar zurück, wurde aber 1417 hier ermordet. Sein Sohn Imel erbte die Burg und stellte sich in den Auseinandersetzungen der Folgejahre auf die Seite Focko Ukenas. In dessen Konflikt mit den Cirksena wurde Osterhusen 1430 und 1436 erobert und die Westerburg schließlich geschleift. Sie muss aber anschließend noch verteidigungsfähig gewesen sein, denn 1452 wurde die jetzt den Cirksena gehörende Burg erfolglos belagert. Bald darauf muss sie aber endgültig abgegangen sein, denn schon zu Beginn des 18. Jahrhunderts waren keine Spuren mehr sichtbar.
Die zweite Burg wird nur einmal im Jahr 1461 erwähnt, sie gehörte zu Beginn des 15. Jahrhunderts Aylt von Faldern. Ihr Standort ist unbekannt.
Am 21. Mai 1611 stand Osterhusen erneut im Blickpunkt des Geschehens. In einem Bauernhaus wurde der als Magna Charta der Ostfriesischen Stände bezeichnete Osterhusische Akkord zwischen dem Grafen Enno III. Cirksena, Vertretern der Ritterschaft, der Stände und des Bauernstandes beschlossen. Die Macht der Grafen wurde dadurch stark eingeschränkt. Ein zur Erinnerung an die Unterzeichnung gefertigter Pokal ist im Landesmuseum Emden zu sehen. Zur Erinnerung an das Ereignis wurde am 22. Mai 2011 in Osterhusen ein Denkmal enthüllt.
Am 1. Juli 1972 wurde Osterhusen in die Gemeinde Hinte eingegliedert.

## Persönlichkeiten
- Adolph Occo (1447–1503); Mediziner, fürstlicher Leibarzt und Humanist